# Альтберг, Вильгельм Яковлевич
Альтберг Вильгельм Яковлевич (1877—1942) — российский, советский физик. Ученик П. Н. Лебедева.

## Биография
Родился 7 января 1877 г. в имении Свольня (ныне Верхнедвинск, Белоруссия) в Дриссенском уезде (бывшая Витебская губерния) в семье латышей-переселенцев. Окончил Смоленскую гимназию и Московский университет (1897-1903), при котором был оставлен для подготовки к профессорскому званию. С 1906 г. — лаборант и ассистент на кафедре физики Новороссийского университета. С 1910 по 1912 гг. В.Я. командируется  за границу, работает в университете Гейдельбергском университете под руководством Ф. Ленарда и в Институте радия в Вене. В 1912 г. избирается приват-доцентом Новороссийского университета, в 1914 г. избирается Академией Наук старшим физиком Главной геофизической обсерватории (ГГО), а с 1919 г. одновременно — старший гидролог и заведующий гидрофизической лабораторией ГГИ. С 1926 г. Альтберг — действительный член ГГО. В 1928-29 руководил исследованиями Кунгурской пещеры в аспекте проблемы происхождения пещер-ледников.
Состоял консультантом редакции журнала «Природа», в котором также опубликовал ряд статей. Участвовал в научно-общественной работе как член Всесоюзного Научно-инженерного технического общества водного транспорта, в том числе как член правления этого общества. За активную работу был награжден ВНИТО почетной грамотой и премиями.
В. Я. Альтберг скончался в Ленинграде 11 июля 1941 года от туберкулеза легких. Похоронен на Волковском лютеранском кладбище. В Гидрологическом институте работал также его племянник  — Вильгельм Карлович Альтберг (1899 — 24 декабря 1941).

## Научная деятельность
В 1901 году в рамках дипломной работы под руководством П. Н. Лебедева и Н. П. Кастерина экспериментально исследовал давление звука. Работа получила премию им. Мошина Московского общества любителей естествознания, антропологии и этнографии. Совместно с руководителем ГГО А. А. Фридманом дал теоретическое обоснование зависимости скорости звука в газе от давления на основании уравнения Ван-дер-Ваальса.  Внёс значительный вклад в исследование шуги и внутриводного (донного) льда, осуществив многочисленные экспериментальные исследования и опубликовав монографию по этому вопросу, не потерявшую значения до сегодняшнего дня. Ему удалось воспроизвести в лабораторных условиях явление образования подводного льда и доказать тождественность его первичных элементов с ядрами кристаллизации воды, которые были им впервые изучены (в том числе выявлены условия их зарождения и роста). Альтберг уделял существенное внимание количественной стороне вопроса, для чего выработал целый ряд новых измерительных приборов и разработал методы количественного исследования ледообразовательных процессов и тепловых явлений. Большое внимание уделял практическим вопросам защиты гидротехнических сооружений от закупорки их донным льдом.